# 瀧田二朗
瀧田二朗（たきた じろう、1966年10月13日 - ）は、日本のレコーディング&ミキシング・エンジニア。スマイルガレージに所属していた。現在はフリーランス。2009年、第16回日本プロ音楽録音賞アビッド賞受賞。

## 主な参加作品
- CDドラマラグーンエンジン
- ALI PROJECTシングル内「亡國覚醒カタルシス」(レコーディング・エンジニア)
- ALI PROJECTアルバム内('06･レコーディング&ミキシング・エンジニア)
- 賈鵬芳アルバム「月光」内(レコーディング&ミキシング・エンジニア)
- 里アンナアルバム「夢何処」内(レコーディング&ミキシング・エンジニア)